# Jordana Berg
Jordana Berg (Rio de Janeiro, 1963) é uma montadora de cinema brasileira. 
Seu primeiro trabalho profissional foi em 1983. Jordana é reconhecida como especialista na montagem de filmes documentários. De 1995 até 2014, trabalhou com o cineasta Eduardo Coutinho, montando institucionais e documentários de curta e longa metragem. Jordana também trabalhou com nomes como Eduardo Escorel (O tempo e o lugar), Renato Terra e Ricardo Calil (Uma noite em 67) e Daniela Broitman (Marcelo Yuka no caminho das setas). Entre 2010 e 2011 foi professora da escola de cinema Darcy Ribeiro. É casada com o cineasta Sérgio Bloch, com quem tem dois filhos. 

## Formação
De 93 a 96 morou em Paris, onde trabalhou como montadora na filial da Unesco na cidade.

## Prêmios
- Melhor montagem no Festival de Brasília por Santo Forte (2000)
- Melhor montagem no Festival do Rio por Marcelo Yuka no Caminho das Setas (2011)

## Filmografia
Filmes montados por Jordana Berg 
- 2013 - Cativas: presas pelo coração
- 2013 - A Alma da Gente
- 2013 - Raça
- 2012 - Muito Além do Peso
- 2012 - A Dama do Estácio (curta)
- 2011 - As Canções
- 2011 – Marcelo Yuka no caminho das setas
- 2010 - Moscou
- 2010 - Uma Noite em 67
- 2010 - Oscar Niemeyer - A Vida É Um Sopro
- 2010 - A Família Braz: Dois Tempos
- 2010 - Vale dos esquecidos
- 2009 - O coração às vezes para de bater (curta)
- 2008 - Todo Mundo Tem Problemas Sexuais
- 2007 - Jogo de Cena
- 2006 - O Fim e o Princípio
- 2005 - Visita Íntima
- 2004 - Bendito Fruto
- 2004 - Peões
- 2003 - Mini Cine Tupy
- 2002 - Edifício Master
- 2002 - Gilberto Gil - Kaya N'Gandaya
- 2000 - Olho da Rua
- 2000 - A Família Braz
- 1999 - Babilônia 2000
- 1999 - Santo Forte